# Cloniophorus tricolor
Cloniophorus tricolor es una especie de escarabajo longicornio del género Cloniophorus, tribu Callichromatini, subfamilia Cerambycinae. Fue descrita científicamente por Jordan en 1894.

## Descripción
Mide 11-19 milímetros de longitud.

## Distribución
Se distribuye por Angola, Camerún, Gabón, Guinea Ecuatorial, República Democrática del Congo, República del Congo, República Centroafricana y Togo.